# Mitzi Green
Mitzi Green (22 de octubre de 1920 – 24 de mayo de 1969) fue una actriz estadounidense. En sus inicios actriz infantil de Paramount Pictures y RKO Pictures, a lo largo de su carrera trabajó en el circuito de Broadway, así como en el cine y la televisión.

## Biografía
Nacida en Nueva York, Estados Unidos, su verdadero nombre era Elizabeth Keno. Como actriz infantil, Green fue escogida para hacer papeles convencionales como el de Becky Thatcher en Tom Sawyer (1930) y Huckleberry Finn (1931), junto a Jackie Coogan y Jackie Searl, interpretando así mismo al personaje del título en Little Orphan Annie. A los 14 años de edad hizo un papel de soubrette en Transatlantic Merry-Go-Round (1934), film con el cual se cerró la primera etapa de su carrera en Hollywood.
Más adelante actuó en el circuito de Broadway, formando parte de la producción original de la obra de Richard Rodgers y Lorenz Hart Babes in Arms (1937). Dos de los números de Green en el musical fueron "My Funny Valentine" y "The Lady Is A Tramp".
Green hizo una nueva película en 1940, volviendo de nuevo al teatro y al trabajo en nightclubs actuando, entre otras piezas, en Walk With Music, de Hoagy Carmichael y Johnny Mercer, y en el musical de Betty Comden y Adolph Green Billion Dollar Baby.  
Posteriormente se casó con el director teatral, cinematográfico y televisivo Joseph Pevney, retirándose entonces para dedicarse a su familia. Sin embargo, en 1951 volvió brevemente al cine, actuando junto a Abbott and Costello en Lost in Alaska (1951) y en Bloodhounds of Broadway (1952), en esta ocasión con Mitzi Gaynor.
Además, en 1955 trabajó con Virginia Gibson y Gordon Jones en una sitcom de corta duración, So This Is Hollywood, en la que hacía el papel de Queenie Dugan.
Tras un breve período trabajando en el circuito de nightclubs, Green se retiró de nuevo, aunque en alguna ocasión intervino en teatro de verano y en representaciones en restaurantes, así como en algunos talk shows, a los que acudió como invitada.
Mitzi Green falleció en Huntington Beach (California), Estados Unidos, en 1969, a causa de un cáncer. Fue enterrada en el Cementerio Eden Memorial Park de Mission Hills (Los Ángeles).

## Teatro
- Babes In Arms (1937)
- Walk With Music (1940)
- Let Freedom Sing (1942)
- Billion Dollar Baby (1945)

## Filmografía
- The Marriage Playground (1929)
- Honey (1930)
- Love Among the Millionaires (1930)
- The Santa Fe Trail (1930)
- Tom Sawyer (1930)
- Follow the Leader (1930)
- Paramount on Parade (1930)
- The Slippery Pearls (1931)
- Finn and Hattie (1931)
- Skippy (1931)
- Dude Ranch (1931)
- Forbidden Adventure (1931)
- Huckleberry Finn (1931)
- Girl Crazy (1932)
- Little Orphan Annie (1932)
- Transatlantic Merry-Go-Round (1934)
- Camino de Santa Fe (1940)
- Lost in Alaska (1952)
- Bloodhounds of Broadway (1952)